# Panajotis Papadopulos
Panajotis Papadopulos (gr. Παναγιώτης Παπαδόπουλος; ur. 23 maja 1985) – grecki zapaśnik walczący w stylu klasycznym. Olimpijczyk z Pekinu 2008, gdzie zajął osiemnaste miejsce w kategorii 120 kg.
Dwukrotny uczestnik mistrzostw świata; dwunasty w 2007. Piąty na mistrzostwach Europy w 2009. Wicemistrz igrzysk śródziemnomorskich w 2009 roku.
- Turniej w Pekinie 2008

Przegrał z Chińczykiem Liu Deli i odpadł z turnieju.